# LVMH
LVMH Moët Hennessy Louis Vuitton SE, ou simplesmente LVMH é uma holding francesa especializada em artigos de luxo. Foi formado pelas fusões dos grupos Moët et Chandon e Hennessy e, posteriormente, do grupo resultante com a Louis Vuitton.

## História
Na década de 1980, o investidor francês Bernard Arnault teve a ideia de criar um grupo de marcas de luxo. Ele trabalhou com Alain Chevalier, CEO da Moët Hennessy, e Henry Racamier, presidente da Louis Vuitton, para formar a LVMH. A sua integração bem sucedida de várias marcas aspiracionais famosas num único grupo inspirou outras empresas de luxo a fazer o mesmo. Assim, o conglomerado francês Kering e a Richemont, com sede na Suíça, também criaram portfólios alargados de marcas de luxo. LVMH é um componente do índice do mercado de ações Euro Stoxx 50.
Make Up For Ever foi fundada em 1984, e foi adquirida pela LVMH em 1999.
Em 7 de março de 2011, a LVMH anunciou a aquisição dos 50,4% das ações familiares da joalheria italiana Bulgari e a intenção de fazer uma oferta pública de aquisição do restante, que era de propriedade pública. A transação foi de cerca de US$ 5,2 bilhões.
Em 2012, a LVMH criou a LCapitalAsia, uma continuação do seu braço de private equity, focado na Ásia. Em 2012, o crescimento das vendas da LVMH "diminuiu cerca de 10 por cento da taxa de crescimento em 2011", e no início de 2013 a LVMH expressou que iria "parar de abrir lojas em cidades de segundo e terceiro níveis na China continental". Xue Shengwen, pesquisador sênior da ChinaVenture, disse que a tendência de desenvolvimento dos jovens é aproveitar preços mais aceitáveis.
Em 7 de março de 2013, o National Business Daily informou que a marca de roupas de preço médio QDA abriria sua primeira loja em Pequim como um co-investimento do capital privado LCapitalAsia da LVMH e da empresa de vestuário chinesa Xin Hee Co..
Em fevereiro de 2014, a LVMH firmou uma joint venture com a marca de moda italiana Marco De Vincenzo, adquirindo uma participação minoritária de 45% na empresa.
Em 2016, L Catterton Asia e Crescent Point, duas empresas de private equity apoiadas pela LVMH, compraram uma participação maioritária na GXG.
Em abril de 2017, a LVMH anunciou que a aquisição da propriedade das linhas de alta costura, couro, pronto-a-vestir masculino e feminino e calçados da Christian Dior para integrar toda a marca Christian Dior em seu grupo de luxo.
Em janeiro de 2018, a LVMH anunciou vendas recorde de 42,6 bilhões de euros em 2017, um aumento de 13% em relação ao ano anterior, à medida que todas as divisões apresentavam fortes desempenhos. No mesmo ano, o lucro líquido aumentou 29%. Em 1º de novembro de 2018, o cofundador Alain Chevalier morreu aos 87 anos.
No dia 12 de maio de 2019, a grife Fenty, denominada FEИTY, criada pela cantora Rihanna, foi lançada pela LVMH em Paris. É a primeira nova grife da LVMH em 32 anos, e ela é a primeira mulher negra a liderar uma marca sob a LVMH. Em 15 de julho de 2019, a LVMH anunciou uma nova parceria para desenvolver ainda mais a Stella McCartney House. Em 29 de novembro de 2019, a LVMH anunciou sua participação de 55% no Château d'Esclans, o produtor mais conhecido pela marca Whispering Angel. A aquisição fez parte do movimento da LVMH para oferecer um portfólio rosé de alta qualidade, além de alcançar clientes em todo o mundo. Em novembro de 2019, a LVMH expressou planos de adquirir a Tiffany & Co. por aproximadamente US$ 16,2 bilhões. Esperava-se que o negócio fosse fechado em junho de 2020. A LVMH emitiu um comunicado em setembro de 2020 indicando que a aquisição não prosseguiria e que o acordo era "inválido", citando a má gestão da Tiffany durante a pandemia de COVID-19. Posteriormente, a Tiffany entrou com uma ação contra a LVMH, pedindo ao tribunal que obrigasse a compra ou avaliasse os danos contra o réu; A LVMH planejou contestar o processo, alegando que a má gestão invalidou o contrato de compra.
Em meados de setembro de 2020, uma fonte confiável disse à Forbes que o motivo da decisão de Arnault de cancelar a compra da Tiffany era puramente financeiro: porque a Tiffany estava pagando milhões em dividendos aos acionistas, apesar de uma perda financeira de 32 milhões de dólares durante a pandemia. Cerca de US$ 70 milhões já haviam sido pagos pela Tiffany, com US$ 70 milhões adicionais programados para serem pagos em novembro de 2020. A LVMH apresentou um pedido reconvencional contra a ação judicial movida pela Tiffany; uma declaração emitida pela LMVH culpou a má gestão da Tiffany durante a pandemia e alegou que ela estava 'queimando dinheiro e relatando perdas'". No final de outubro de 2020, a Tiffany e a LVMH concordaram em voltar ao plano de aquisição original, embora a um ritmo ligeiramente preço reduzido de quase US$ 16 bilhões, uma pequena redução de 2,6% em relação ao acordo mencionado. O novo acordo reduziu o valor pago por ação pela LVMH do preço original de US$ 135 para US$ 131,50. No final de 2020, a LVMH tinha o maior capitalização de mercado de qualquer empresa na França, e também na zona do euro com um recorde de 261 bilhões de euros (US$ 317,6 bilhões). Em dezembro de 2020, a fortuna do próprio Arnault era quase metade disso, com um patrimônio líquido pessoal de US$ 151,7 bilhões.
A LVMH concluiu a compra da Tiffany em janeiro de 2021. Em 2021, com uma avaliação de US$ 329 bilhões, a LVMH se tornou a empresa mais valiosa da Europa.
Em janeiro de 2022, a LVMH adquiriu uma participação minoritária na marca Aimé Leon Dore, com sede em Nova Iorque, por um montante não revelado. O investimento foi feito por meio do braço LVMH Luxury Ventures do conglomerado. Em março de 2022, a LVMH anunciou o fechamento de suas mais de 120 lojas na Rússia, apontando para "as circunstâncias atuais na região", após a invasão russa da Ucrânia. Um porta-voz da LVMH afirmou que a empresa continuaria a pagar salários e benefícios aos seus 3.500 funcionários na Rússia. Em novembro de 2022, foi anunciado que a LVMH havia adquirido a fabricante de joias Pedemonte Group, com sede no Piemonte.
Em 24 de abril de 2023, a LVMH tornou-se a primeira empresa europeia a atingir uma avaliação de 500 bilhões de dólares.
Em novembro de 2023, a LVMH concordou em adquirir a marca de óculos Barton Perreira, com sede em Los Angeles, por US$ 80 milhões.

## Subsidiárias
Bebidas
- Ao Yun
- Ardbeg
- Belvedere
- Bodega Numanthia
- Cape Mentelle
- Chandon
- Château Cheval Blanc
- Château d'Yquem
- Cloudy Bay
- Dom Pérignon
- Glenmorangie
- Hennessy – (66%)
- Krug
- Mercier
- Moët & Chandon
- Newton Vineyard
- Ruinart
- Terrazas de los Andes
- Veuve Clicquot
- Volcan de mi tierra
- Woodinville
- Wenjun

Moda
- Berluti
- Céline
- Charles & Keith
- Christian Dior
- Emilio Pucci
- Fendi
- Febe Philo
- Givenchy
- Kenzo
- Loewe
- Loro Piana
- Louis Vuitton
- Marc Jacobs
- Off-White
- Patou
- Rimowa
- Stella McCartney

Perfumes e cosméticos
- Acqua di Parma
- Benefit Cosmetics
- BITE Beauty
- Cha Ling
- Fenty Beauty by Rihanna
- Fresh
- Givenchy Parfums
- Guerlain
- Kendo Brands
- KVD Vegan Beauty (formerly Kat Von D Beauty)
- Kenzo Parfums
- Maison Francis Kurkdjian
- Make Up For Ever
- Marc Jacobs Beauty
- Officine Universelle Buly
- Parfums Christian Dior
- Perfumes Loewe

Relógios e jóias
- Bulgari
- Chaumet
- Daniel Roth
- FRED
- Gerald Genta
- Hublot
- TAG Heuer
- Tiffany & Co.
- Zenith

Lojas
- DFS
- La Grande Epicerie
- Le Bon Marché
- Sephora
- Starboard Cruise Services

Outras atividades
- Belmond (hotéis)
- Bulgari Hotel e Resorts
- Caffè-Pasticceria Cova (cafeteria)
- Connaissance des Arts (revista de arte)
- Jardin d'Acclimatation (parque de diversões e lazer)
- Le Parisien (jornal)
- Les Echos (serviços financeiros)
- Maisons Cheval Blanc (hotel)
- Royal Van Lent Shipyard (iates de luxo)
- Princess Yachts (iates de luxo)
- Radio Classique (rádio)